# Cirque-Olympique
Pour le Cirque-Olympique des Champs-Élysées, voir Cirque d'été. Pour le second Opéra-National, voir Théâtre-Lyrique.
Pour les articles homonymes, voir Théâtre-National.
Le Cirque-Olympique ou théâtre du Cirque est une salle de spectacles parisienne aujourd’hui disparue, dont l’emplacement a varié au fil du temps.

## Histoire
D’abord installé dans l’« Amphithéâtre anglais », ouvert par Philip Astley rue du Faubourg-du-Temple le 7 juillet 1782, il est inauguré par l’écuyer Antonio Franconi (1737-1836), le 21 mars 1793 sous le nom de « cirque Franconi » avant d’être transporté sur l’emplacement de l’ancien couvent des Capucines (2e arr.).

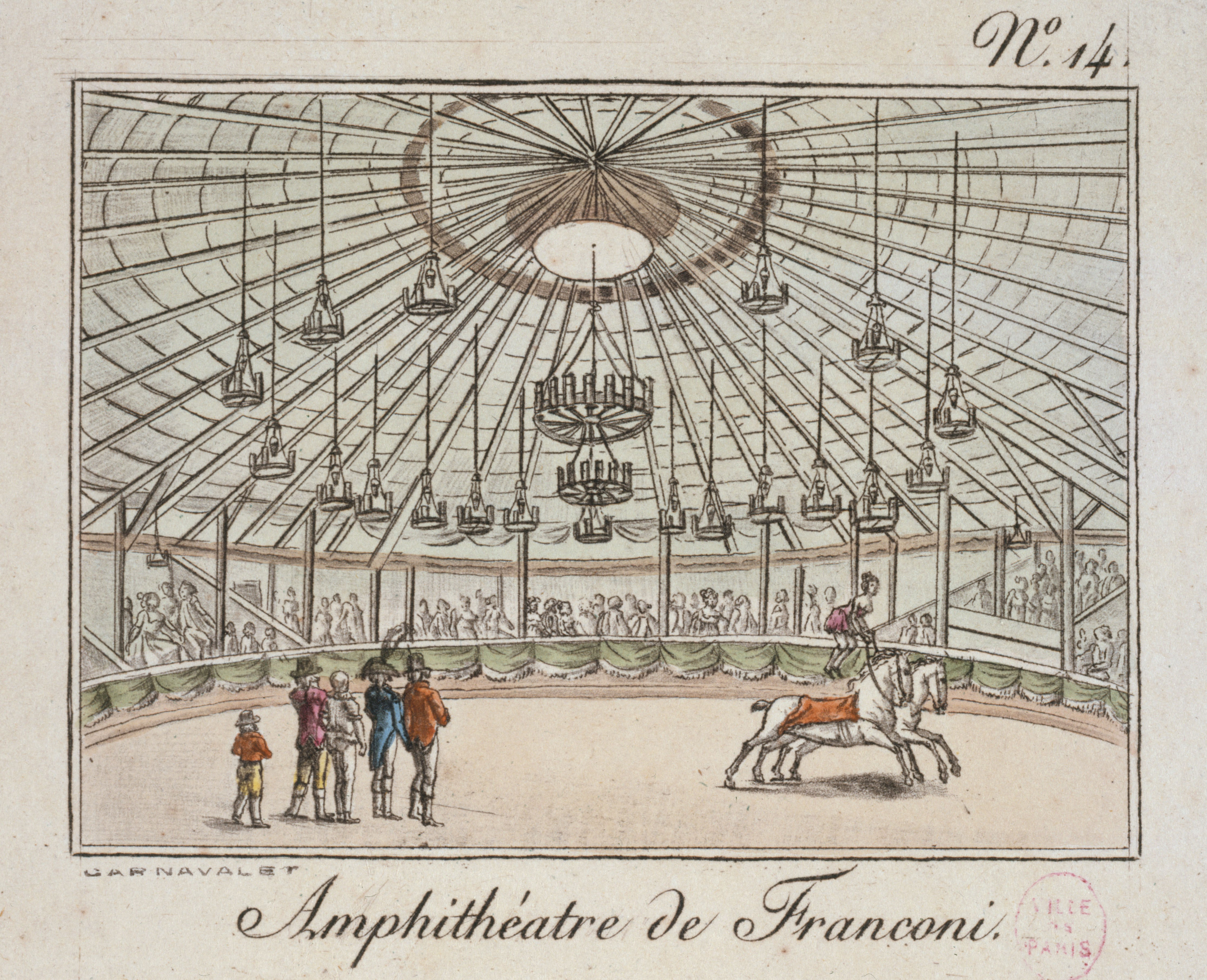
Amphithéâtre de Franconi.

Expropriés en 1806 en raison du percement de la rue Napoléon, les fils Franconi, Laurent et Henri prennent possession du nouvel hippodrome de 2 700 places, édifié sur les anciens jardins du couvent des Capucins Saint-Honoré entre les rues du Mont-Thabor et Saint-Honoré par les architectes Heurtaux et Gaignet, qui ouvre sous le nom de « Cirque-Olympique » le 27 décembre 1807. Mais une faillite les contraint à fermer le 27 mai 1816.

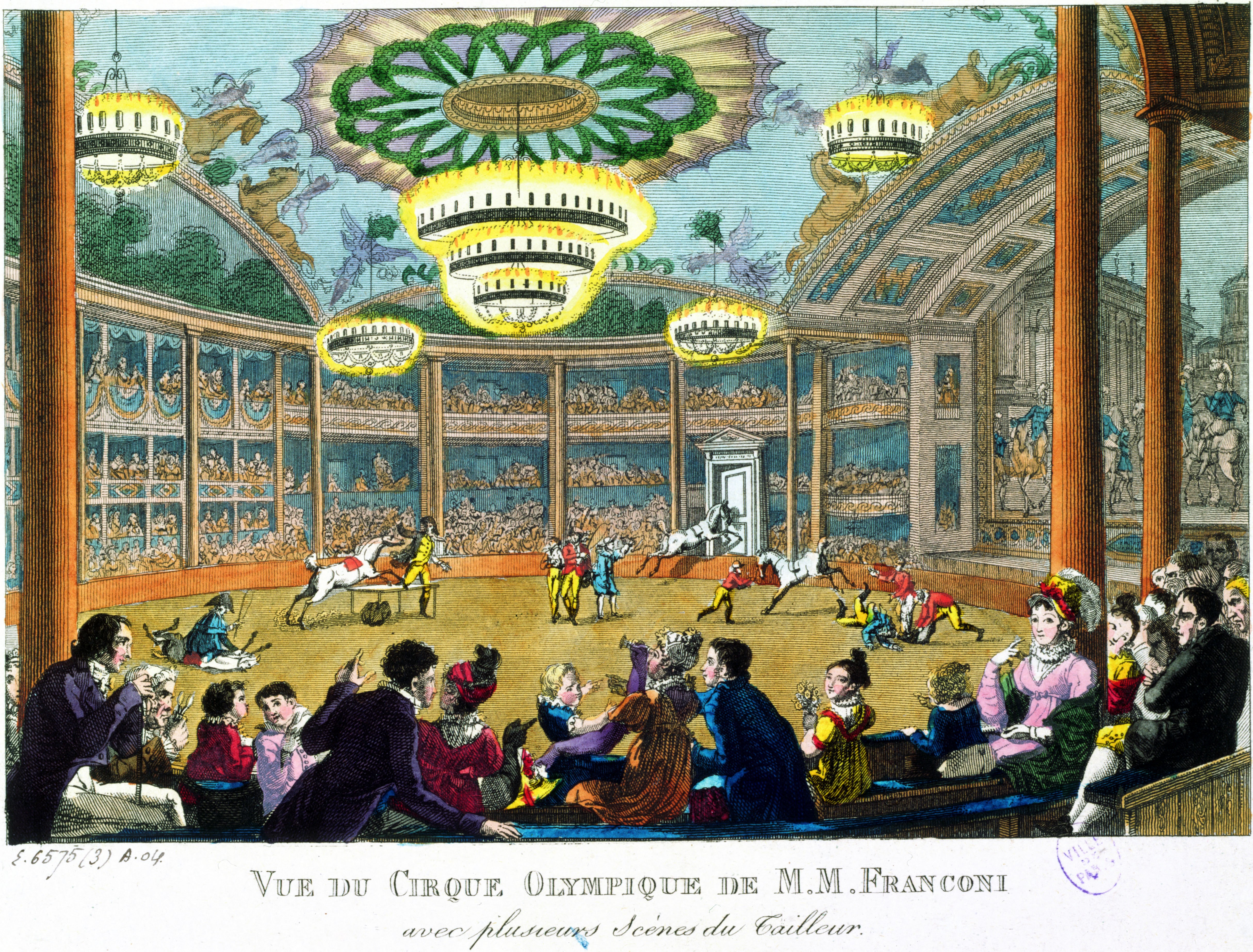
Vue du Cirque Olympique de M.M. Franconi, 1816.

Après une tournée en province, les Franconi réintègrent, le 8 février 1817, leur ancienne salle du Faubourg-du-Temple, rénovée et agrandie. L’intérieur avait été disposé pour les exercices équestres, qui étaient leur spécialité et composaient, quasiment tout le spectacle. Plus tard, on y joignit la pantomime puis on y toléra le mélodrame à grand spectacle, où apparaîtront entre autres Henri Franconi (sous le pseudonyme de Minette) et Frédérick Lemaître. Détruite par un violent incendie le 16 mars 1826, la salle est reconstruite  par l’architecte Bourlat sur le boulevard du Temple, à l’emplacement des anciens Délassements-Comiques et inaugurée le 31 mars 1827 sous la direction d'Adolphe Franconi, comédien et fils adoptif d'Henri. Forte de ses 2 300 places et de l’appui du nouveau régime, le cirque du boulevard du Temple devient le « Théâtre national du Cirque-Olympique » en 1811.
En 1836, Adolphe Franconi obtient l’autorisation d’exploiter une deuxième salle, temporaire, au carré Marigny sous le nom de Cirque d'Été. Mais une nouvelle faillite le contraint à passer aussitôt la main à Louis Dejean, qui reprend les deux salles, tout en laissant l'exploitation du manège du boulevard du Temple à Franconi. Dejean laisse à son tour les rênes du Cirque-Olympique en 1844 à Jules Gallois, pour se consacrer au Cirque d’Été, entièrement reconstruit en 1841 (et où Hector Berlioz donnera une série de concerts en 1845), auquel il adjoint en 1852 le Cirque d'Hiver, rue Amelot.
En 1847, le compositeur Adolphe Adam qui s’était querellé avec le directeur de l’Opéra de Paris, voulut créer un quatrième opéra parisien. Il investit son argent et emprunta massivement pour racheter le bail du Cirque-Olympique, qu’il renomma « Opéra-National ». Lorsqu’il dut fermer l’année suivante à cause de la révolution de 1848, Adam se retrouva lourdement endetté.
Le 23 septembre 1848, Horace Meyer, également directeur de la Gaîté, inaugure le « Théâtre-National ». Constant Billon, directeur-propriétaire du théâtre des Funambules l'achète en 1851, rebaptisant la salle « Théâtre impérial du Cirque » le 4 juillet 1853, en raison de l’avènement de Napoléon III. Il est remplacé par Hippolyte Hostein en 1858.
Condamnée comme de nombreux théâtres du « boulevard du Crime » par le percement de la place de la République, la salle est définitivement fermée le 15 juillet 1862, puis détruite. Inaugurée le 11 août 1866, Hostein ouvre non loin de là le Cirque du Prince impérial que rachètera en 1869 Hippolyte Cogniard. Hostein, quant à lui, transporte son activité dans le nouveau bâtiment construit par Davioud, place du Châtelet, qui prend alors le nom de Théâtre impérial du Châtelet jusqu'en septembre 1870.
Lorsqu’il était dirigé par les Franconi, le Cirque-Olympique ne craignit pas, sous le Premier Empire, de mettre l’Iliade en mélodrame, en montrant aux enfants, Achille, dans son char, trainant Hector autour de Troie. Il fut ensuite consacré au culte de l’épopée napoléonienne.